# NGC 7186
NGC 7186 — группа звёзд в созвездии Пегас.
Этот объект входит в число перечисленных в оригинальной редакции «Нового общего каталога».